# Stephanie Watts
Stephanie Courtney Watts, née le 12 avril 1997 à Wesley Chapel, en Caroline du Nord, est une joueuse professionnelle américaine de basket-ball évoluant au poste d'arrière.

## Biographie

### Carrière universitaire
Stephanie Watts est originaire de Wesley Chapel, en Caroline du Nord et a fréquenté l’école secondaire de Weddington. Elle a été nommée au McDonald’s All-American en 2015 et a été nommée joueuse de l’année au de la Caroline du Nord.
Elle a commencé sa carrière universitaire à l’Université de la Caroline du Nord avant de se rendre à l’Université de Californie du Sud en tant que diplômée. Elle est retournée à l’UNC pour terminer une maîtrise en sixième année,.
Watts a été titulaire pendant trois ans lors de son premier passage avec les Tar Heels de la Caroline du Nord, lorsqu’elle a été nommée ACC Rookie of the Year en 2016. Elle a également été nommée dans la deuxième équipe de l’ACC cette année-là. Elle a aussi établi un record pour les rookie de l’UNC en obtenant trois pointeurs. Elle a franchi la barre des 1 000 points en carrière à l’étape junior.

### Carrière professionnelle

#### Début en WNBA (2021)
Stephanie Watts est sélectionnée en 10e position lors de la draft WNBA 2021 par les Sparks de Los Angeles et devient la 21e joueuse des Tar Heels à être draftée et devient la 2e joueuse sélectionnée le plus haut lors de la draft pour les Tar Heels derrière La'Tangela Atkinson en 2006 . Juste avant le début de la saison 2021, elle est envoyée au Sky de Chicago avec les droits de Leonie Fiebich contre Gabby Williams.
Elle fait ses débuts en WNBA le 15 mai 2021 face aux Mystics de Washington en disputant trois minutes. Elle ne dispute que six matchs lors de sa saison rookie avec une moyenne de 2,5 points par match.

#### Départ des États-Unis (2021-2023)
A l'issue de la saison WNBA 2021, elle rejoint l'Australie en s'engageant avec les Sydney Flames. Mais en décembre 2021, durant un entraînement de présaison, elle se blesse gravement en se déchirant les ligaments croisés antérieurs de son genou et elle devra subir une intervention chirurgicale qui lui fait manquer l'intégralité de la saison 2021-2022.
En décembre 2022, elle rejoint l'Espagne et le club de Cadí La Seu pour le reste de la saison 2022-2023. Elle joue son premier match le 23 décembre 2022. Elle dispute 16 matchs de championnat pour des moyennes de 11,3 points.

#### Echec d'un retour en WNBA et nouveau départ hors des États-Unis (depuis 2023)
En février 2023, elle s'engage avec le Lynx du Minnesota pour leur camp d'entraînement. Le 8 mai 2023, elle est coupée par le Lynx, juste avant le démarrage de la saison WNBA 2023.
En juillet 2023, elle rejoint les Tokomanawa Queens en Nouvelle-Zélande pour la saison 2023. Elle réalise des moyennes par match de 15,2 points, 7,1 points et 2 passes décisives.
Elle dispute la saison 2023-2024 dans le championnat espagnol avec Gernika KESB avec qui elle dispute 22 matchs de championnat pour des moyennes par match de 11,8 points, 3,7 rebonds et 1 passes décisives, ainsi que 4 matchs d'Eurocoupe féminine. Fin mai 2024, elle rejoint le Bahreïn et le club de Bapco. Finalement, en juillet 2024, elle rejoint le Mexique et le club des Halcones de Xalapa juste avant les finales du championnat et avec qui elle dispute trois matchs.

## Palmarès et Distinctions

### Palmarès
Néant

### Distinctions personnelles
- McDonald’s All-American (2015)
- ACC Rookie of the Year (2016)
- ACC All-Freshman Team (2016)

## Statistiques

### En universitaire
| Gras/Meilleures performances | [ 17 ] |

| Saison                    | Équipe                           | MJ  | M5  | Min  | %T   | %3   | %LF  | Rb  | PD  | Int | Ctr | BP  | F   | Pts  |
| ------------------------- | -------------------------------- | --- | --- | ---- | ---- | ---- | ---- | --- | --- | --- | --- | --- | --- | ---- |
| 2015-2016                 | Tar Heels de la Caroline du Nord | 32  | 29  | 33,9 | 36,0 | 29,2 | 71,3 | 7,2 | 2,5 | 1,4 | 1,4 | 3,1 | 3,0 | 14,7 |
| 2016-2017                 | Tar Heels de la Caroline du Nord | 26  | 26  | 34,2 | 39,2 | 32,5 | 65,1 | 7,9 | 2,2 | 2,0 | 1,2 | 3,5 | 2,7 | 16,8 |
| 2018-2019                 | Tar Heels de la Caroline du Nord | 27  | 27  | 34,3 | 41,5 | 37,3 | 66,0 | 5,5 | 3,1 | 1,9 | 1,0 | 2,7 | 2,9 | 15,2 |
| 2019-2020                 | Trojans de l'USC                 | 4   | 2   | 23,5 | 39,4 | 31,6 | 90,0 | 6,0 | 1,5 | 1,0 | 1,8 | 1,8 | 2,0 | 10,3 |
| 2020-2021                 | Tar Heels de la Caroline du Nord | 23  | 17  | 28,4 | 38,5 | 30,5 | 85,9 | 5,4 | 3,1 | 1,7 | 0,8 | 1,8 | 2,3 | 12,0 |
| Total : moyenne par match | Total : moyenne par match        |     |     | 32,6 | 38,7 | 32,4 | 72,8 | 6,5 | 2,7 | 1,7 | 1,1 | 2,8 | 2,8 | 14,6 |
| Totaux                    | Totaux                           | 112 | 101 | 3649 | 569  | 281  | 217  | 732 | 298 | 193 | 128 | 313 | 308 | 1636 |

### En WNBA
| Gras/Meilleures performances | [ 18 ] |

| Saison                    | Équipe                    | MJ | M5 | Min  | %T   | %3   | %LF  | Rb  | PD  | Int | Ctr | BP  | F   | Pts |
| ------------------------- | ------------------------- | -- | -- | ---- | ---- | ---- | ---- | --- | --- | --- | --- | --- | --- | --- |
| 2021                      | Sky de Chicago            | 6  | 0  | 14,0 | 21,1 | 10,0 | 75,0 | 3,7 | 0,5 | 0,5 | 0,3 | 1,3 | 2,2 | 2,5 |
| Total : moyenne par match | Total : moyenne par match |    |    | 14,0 | 21,1 | 10,0 | 75,0 | 3,7 | 0,5 | 0,5 | 0,3 | 1,3 | 2,2 | 2,5 |
| Totaux                    | Totaux                    | 6  | 0  | 84   | 4    | 1    | 6    | 22  | 3   | 3   | 2   | 8   | 13  | 15  |